# Gonomyia perssoni
Gonomyia perssoni là một loài ruồi trong họ Limoniidae. Chúng phân bố ở miền Australasia.